# Altona (Nova Iorque)
Altona é uma cidade  (e Região censo-designada) localizada no estado americano de Nova Iorque, no Condado de Clinton.

## Demografia
Segundo o censo americano de 2000, a sua população era de 3160 habitantes.

## Geografia
Altona localiza-se a aproximadamente 114 m acima do nível do mar.

## Localidades na vizinhança
O diagrama seguinte representa as localidades num raio de 28 km ao redor de Altona.